# Eragrostis monticola
Eragrostis monticola là một loài thực vật có hoa trong họ Hòa thảo. Loài này được (Gaudich.) Hildebr. mô tả khoa học đầu tiên năm 1888.
Báo cáo phân loại: 
| Cấp          | Tên khoa học và tên thường gọi           |
| ------------ | ---------------------------------------- |
| Vương quốc   | Plantae - Thực vật                       |
| Subkingdom   | Tracheobionta - Thực vật có mạch         |
| Giám sát     | Spermatophyta - Cây giống                |
| Bộ phận      | Magnoliophyta - Cây hoa                  |
| Lớp học      | Liliopsida - Monocotyledons              |
| Phân lớp     | Commelinidae                             |
| Gọi món      | Cyperales                                |
| Gia đình     | Poaceae Gramineae - Họ cỏ                |
| Chi          | Eragrostis von Wolf - lovegrass          |
| Loài         | Eragrostis monticola (Gaudich). Hillebr. |
| Ký hiệu      | ERMO                                     |
| Nhóm         | Monocot                                  |
| Growth Habit | Graminoid                                |